# Matt Fallon
Matt Fallon (Brooklyn, Nueva York, 30 de septiembre de 1965) cantante de heavy metal más conocido por su trabajo con Skid Row y Ánthrax. 
Fallon (también conocido como Matt Frankel) se trasladó al centro de Nueva Jersey a la edad de ocho años con sus padres y su hermano menor, y por 15 años tocó en una banda de garaje de vecindad con el baterista Paul Monroe (aka Paul Schneiderman) que más tarde tocó con la banda de LA XYZ.

## Primeros años

### Educación
Fallon se mudó al centro de -Nueva Jersey a la edad de ocho años con sus padres y su hermano menor, y a los 15 estaba tocando en una banda de garaje del vecindario con el baterista Paul Monroe (también conocido como Paul Schneiderman), quien luego tocó con la banda con sede en Los Ángeles, XYZ.

## Carrera

### Inicios
Inspirados por bandas como Led Zeppelin, Black Sabbath, Judas Priest y AC/DC, liderada Fallon varios actos locales en la década de 1980, donde hizo pareja con el guitarrista Dave Sabo. Fortune y Anthrax fueron teloneros en el proyecto de Metallica al llegar a Sayreville, NJ donde en 1983, promovió el lanzamiento de su primer álbum. 
A mediados de 1984, Scott Ian de Anthrax se cruzó con Fallon otra vez en un show de en Nueva York. Después del concierto, Matt preguntó si le gustaría hacer una prueba para la voz principal pues acababa de desocupar Neil Turbin. Fallon aceptó y Anthrax comenzó a escribir y grabar su siguiente álbum "Spreading the Disease" en el Pyramid Studios en Ithaca, Nueva York, sin embargo Fallon dejó antes de terminar el álbum y fue reemplazado por Joey Belladonna.

### Skid Row
En 1986 fue contactado por Fallon, Sabo acerca de su recién formada banda Skid Row. Fallon tomó el trabajo, y Skid Row comenzó a grabar un demo en el estudio de Jon Bon Jovi en Filadelfia durante la reproducción de los favoritos multitud como "Youth Gone Wild" y "18 and Life" en NY, NJ y PA clubes del área durante todo el año. Fallon también co-escribió la canción "Midnight / Tornado" con Sabo. En diciembre de 1986 Fallon & Skid Row abrieron para Bon Jovi en su gira del disco Slippery when wet. Fallon y Skid Row se separaron en 1987 y posteriormente fue sustituido por Sebastian Bach.
Fallon continuó al frente de bandas locales de 1987 y mediados de 1990. En 1990 se casó con Debra Contillo, y en 1991 tuvo una hija Bretaña René.

## Discograía

### Anthrax
- Spreading the Disease (1985) (Lyrics)[1][2]

### Skid Row
- The Matt Fallon Demos (1986)[3]
- Skid Row (1989) (Writing credit on "Midnight / Tornado")

### Fallon
The Fallon (1991)

## Lista de canciónes

### Fallon
01. Blue Sky in the Rain

02. Light It Up

03. Not a Thing

04. Queen

05. The Rain Inside

06. No Stranger

07. Modern Love

08. Feel It for the First Time

09. Me

10. Bad Attitude

11. Tears

12. Easy Come, Easy Go